# Correà
Correà és una entitat de població de poblament dispers i una parròquia que s'estén pels municipis de Montmajor i l'Espunyola (Berguedà), per bé que, administrativament és considerat com un poble (33 habitants el 2005) que forma part dels municipis de Montmajor i de l'Espunyola.
Les parròquies sufragànies de Sant Martí de Correà eren: Sant Miquel de Comaposada, Sant Salvador de Montmajor, la capella de Sant Cosme i Sant Damià de les Cots i Sant Jaume de Boixadera dels Bancs.

## Geografia

### Situació geogràfica i delimitació administrativa
El terme de Correà està limitat pels termes parroquials de l'Espunyola, de Montclar, de Montmajor, de Sant Feliu de Lluelles, de Tentellatge i del Cint. La major part de la seva superfície pertany al municipi de l'Espunyola, que inclou la parròquia i el Santuari de la Mare de Déu dels Torrents. Gran part de les cases que pertanyien a la senyoria feudal de Correà van passar a formar part de la de l'Espunyola.

### Hidrografia
La riera principal que rega Correà és la Rasa de Boixedera, afluent de la Riera de l'Hospital. També hi ha la Rasa de la Font de Cal Rínxol, afluent de l'anterior.

## Història
A l'edat mitjana Correà formava part de l'església de Sant Miquel de Cardona. Correà ja està documentat des del segle xi, en un document en el qual s'esmenta la nissaga dels Currizani o Currida que tenien la senyoria del castell de Correà i del terme que pertanyia al Comtat de Berga. Quan, al segle xii, es va extingir la família dels comtes de Berga, Correà va passar a formar part del Comtat de Cardona.
Correà, va passar de formar part de la Vall de Lord a formar part del Vescomtat de Cardona el 1167 quan aquest, juntament amb altres territoris; aquests foren part del dot d'Isabel d'Urgell quan es va casar amb Ramon Folc II de Cardona.
Al Segle XIII Correà passà a formar part del deganat de la Vall de Lord.
El 1305, el vescomte Arnau Mir de Tost posseïa, cedit per part del Bisbat d'Urgell, Correà.
El 1314 el vescomte de Cardona va incorporar Correà a la seva jurisdicció.
El 1375 el rei Pere III el Cerimoniós erigeix el Comtat de Cardona i esmenta les localitats que en formen part, entre elles hi figura Correà.
Al segle xvii Correà passà a formar part de la jurisdicció de la Batllia de Cardona.
Al segle xviii la senyoria de Correà estava administrada per Margarit Gible, marquès d'Aguilar i comprenia les possessions de l'Hospital i altres cases de la zona baixa de Correà. Altres territoris de la senyoria de Correà a aquesta època les cases i els llocs de la Boixadera dels Bancs, Valielles, Catllarí i altres llocs fóra del municipi de Montmajor.
Al Segle XIX Correà fou un municipi independent juntament amb l'agregat de Comesposades, que en l'actualitat pertany al municipi de Montmajor.
Madoz (1845) ens explica que Correà formava part del partit judicial de Berga i de la diòcesi de Solsona, que en formava part la parròquia de Sant Miquel de Comaposada i que tenia les ermites de Sant Jaume de Boixadera dels Bancs i de la Mare de Déu de la Torreta, a més d'una capella particular dedicada a Sant Cosme i Sant Damià. Així mateix, també explica que el seu terme estava dividit en quatre parts, cadascuna de les quals pertanyia a municipis diferents. A més a més, destaca que a prop de l'ermita de Boixadera hi havia una gruta important, anomenada "Bòfia", de la que se n'ignorava la profunditat.
El 1897 la parròquia de Sant Martí de Correà passà a formar part de l'Arxiprestat de Berga.

## Evolució Demogràfica
L'evolució de la població de Correà és:
- 1497: 11 focs.
- 1515: 9 focs.
- 1553: 11 focs.
- 1719: 50 habitants.
- 1787: 120 habitants.
- 1830: 76 habitants.
- 1842: 90 habitants.

## Turisme i patrimoni

### Llocs d'interès
- L'església parroquial, Sant Martí de Correà,[8] és una església romànica del segle xii[9] per bé que ja se'n fa esment a l'acta de consagració de la catedral de la Seu d'Urgell (any 839).[10] Es troba a dreta de la riera de l'Hospital, a 800 m. d'altitud, al municipi de l'Espunyola.[11] El 28 de gener de 2010 es va anunciar que es demanaria a la Generalitat de Catalunya que l'església de Sant Martí de Correà fos declarada Bé d'interés cultural per tal d'assegurar-ne la conservació.[12]
- Castell de Correà. En runes. Està situat a uns cent metres a l'oest de Sant Martí de Correà.[3]

- A la parròquia de Correà també hi destaca el Santuari de la Mare de Déu dels Torrents del Segle XII que ja està citada com a parròquia el 1312 i que al Segle XVIII és considerada sufragània de Sant Sadurní del Cint. D'aquest santuari prové una talla romànica que es conserva a la parròquia de Sant Martí de Correà. El Santuari de la Mare de Déu dels Torrents està situat al sud-oest del municipi de l'Espunyola.[13]

- La Capella de Sant Jaume de la Boixadera dels Bancs. Romànica. En l'actualitat està mig enrunada.[14]
- La Capella de Sant Miquel de Comaposada. D'origen romànic. Fou restaurada i beneïda per segona vegada el 19 de juny de 1696. En l'actualitat no conserva l'àbsis semicircular.[14]
- La Capella de Sant Salvador de l'Hospital. En aquesta se celebrà la Festa de Sant Salvador fins a principis del Segle XX.[14]
- L'Hospital o l'Hostal del Bisbe. Hostal primitiu que tenia la funció d'assistir a malalts i pelegrins. En aquesta casa hi estava establida des de 1613 la família Viladàs, que tenia el sobrenom de Bisbe.[14]
- Sant Salvador de Montmajor. Ermita romànica enrunada.[15]

- També es troba en documents la capella de Santa Margarida de la Canya, situada a la Serra de la Canya.[14]

### Patrimoni cultural
La part de Correà que correspon al municipi de Montmajor té inventariats nou elements com a patrimoni cultural.

### Masies de Correà
A continuació hi ha el llistat de les cases i masies de Correà i el municipi al qual pertanyen:
- Cal Belluga (Montmajor).
- Barballó (Montmajor).
- Cal Bisbe (Montmajor).
- Cal Bisbet (Montmajor).
- Cal Bufot (l'Espunyola).
- Cal Canoner (Montmajor).
- Els Casalots (l'Espunyola).
- La Casanova de Comaposada (Montmajor).
- La Casanova de Correà (Montmajor).
- La Caseta del Tossal de la Canya (Montmajor).
- Clapers (Montmajor).
- Comelles (Montmajor).
- Cal Cotset (Montmajor).
- Les Cots (Montmajor).
- La Ferreria (l'Espunyola).
- El Guix (l'Espunyola).
- L'Hostal de l'Esca (l'Espunyola).
- Cal Llagasta (Montmajor).
- Manyanes (Montmajor).
- La Maçana (Montmajor).
- El Molí (montmajor).
- Muntanyà (l'Espunyola).
- La Pineda (Montmajor).
- El Pujol Nou (l'Espunyola).
- El Pujol Vell (l'Espunyola).
- La Rectoria (Montmajor).
- Cal Saurina (l'Espunyola).
- Servins (l'Espunyola).
- Cal Tet (l'Espunyola).
- Cal Tillot (Montmajor).
- Torrades (l'Espunyola).
- Els Torrents de Correà (l'Espunyola).
- Torrielles (l'Espunyola).
- La Tortra (Montmajor).
- Can Travé (l'Espunyola).
- El Verdaguer (l'Espunyola).

### Festes i Costums
La Festa Major de Correà se celebra el segon diumenge de setembre.
Es creu que al dolmen conegut com "el bressol de la Mare de Déu", situat als Torrents, s'hi va trobar la imatge de la Mare de Déu dels Torrents, venerada fins a la dècada de 1950 al Santuari de la Mare de Déu dels Torrents. Les creences populars atorguen poders curatius a aquest dolmen i diuen que un dia del mes de maig, just abans de l'albada una persona es cura si s'ajeu amb poca roba a sobre el megàlit.
La població advoca a la Mare de Déu dels Torrents per a obtenir el favor de la pluja.